# Carlos Guerrero (strzelec)
Carlos Guerrero Martínez (ur. w 1891 w Valle de Santiago, zm. ?) – meksykański strzelec, olimpijczyk.
Startował na igrzyskach olimpijskich w 1932 roku (Los Angeles). Wystąpił w strzelaniu z karabinu małokalibrowego leżąc z odl. 50 metrów, w którym zajął 10. miejsce.

## Wyniki olimpijskie
| Igrzyska | Konkurencja                            | Wynik       | Miejsce    | Źródło |
| -------- | -------------------------------------- | ----------- | ---------- | ------ |
| IO 1932  | Karabin małokalibrowy leżąc, 50 metrów | 290 punktów | 10 (na 26) | [ 1 ]  |